# Свербиненко, Леонид Викторович
Леонид Викторович Свербиненко (родился 29 августа 1958)— советский украинский шашечный композитор. Гроссмейстер Украины.
Бронзовый призёр VII Чемпионата СССР в разделе «задачи-100», бронза на втором этапе V Чемпионата Украины ( 1989 г.) в разделе «задачи-100», неоднократный чемпион Украины: в VI Чемпионате Украины (1990) в разделе «задачи-64», VII Чемпионат Украины (1992) в разделе «задачи-64».